# Museu de Cadis
El Museu de Cadis és un museu localitzat a Cadis, Andalusia. Va ser fundat el 1970 després de la fusió del Museu Provincial de Belles Arts amb el Museu Provincial d'Arqueologia. Ocupa tres pisos, arqueologia en la planta baixa, art en el primer, i etnografia en el segon pis. L'entrada és lliure per ciutadans de la Unió Europea.
L'origen del museu va ser en 1835, quan peces d'art va ser confiscades d'un monestir, incloent pintures de Zurbarán agafat de la Cartoixa de Jerez de la Frontera. Inclou altres obres de Murillo i Rubens. El 1877, després de la trobada d'un sarcòfag fenici a la drassana de la ciutat, fou fundat el Museu Arqueològic. Però no va ser fins al 1970 que els dos instituts van ser fusionats. El 1980, l'arquitecte Javier Feduchi va planejar una reforma de l'edifici en tres fases, de les quals dos han estat completades.
A més de les peces del segle xix, el museu d'art ha rebut obres d'art contemporani de la Junta d'Andalusia. La seva secció arqueològica ha rebut donacions de monedes.